# Åbo länssjukhus
Åbo länssjukhus eller länslasarett var Sveriges andra sjukhus efter Serafimerlasarettet i Stockholm, som hade öppnats 1752. I Åbo verkade länssjukhuset från 1759 till 1957, varefter verksamheten överläts till Åbo universitetscentralsjukhus.

## Historia

### Lasarettets grundläggning
I mitten av 1700-talet fanns i Finland endast en läkare, Johan Leche, som var professor i medicin vid Akademien i Åbo. Eftersom han mest uppehöll sig på landet beslöt landshövdingen i Åbo 1754 anställa Johan Haartman som provinsialläkare med hemort i Åbo. Haartman ivrade för ett sjukhus i Åbo, som inte bara skulle vara en vårdplats för patienter som inte kunde skötas hemma utan också gagna utbildningen av unga läkare. Den 21 oktober 1756 gav ständerna sitt bifall till att ett lasarett fick inrättas i Åbo. Grundläggningsbrevet utfärdades av kung Adolf Fredrik 17 december 1756. Sjukhuset var avsett att tjäna inte bara stadens behov utan hela Finland. 

### Drottningågatan 1756-1783
Det nya sjukhuset fick en styrelse bestående av landshövdingen och representanter för domkapitlet och magistraten i Åbo. Johan Haartman blev dess första läkare. Den första insamlingen av medel i Åbo gav ett grundkapital om 6 000 koppardaler. Fonden kompletterades med kollekter, lotterier och privata donationer. År 1758 köptes en bebyggd gård mellan Drottninggatan och Drottningågatan (idag Västra strandgatan 27) som år 1763 kompletterades med köpet av tomten intill. Den senare tomten behövdes för koppympning men av ekonomiska skäl var man tvungen att sälja den redan 1774. I huvudbyggnaden fanns fem rum, varav två rum var avsedda för män och kvinnor, ett tredje rum för smittsamma sjuka och övriga rum för personalen. De första patienterna togs emot i maj 1769 och sjukhuset invigdes den 6 juni 1769 med nio patientplatser. I sjukhuset vårdades 40-150 patienter per år.

### Drottninggatan 1784-1856
Sjukhuset fick flera donationer under åren 1773-1775 och började därför planera en utvidgning av verksamheten. I  huvudstaden bestämdes dock 1777 att sjukhus och hospital skulle förenas och i Åbo fanns ett hospital som i det närmaste var ett fattighus. Dess byggnader var förfallna och såldes. Ritningar till ett nytt sjukhus gjordes 1782 av Olof Tempelman på Överintendentsämbetet och byggnaderna uppfördes på hospitalets tomt vid nuvarande Slottsgatan 43. De kunde tas i bruk under år 1784. Huvudbyggnaden mot gatan hade åtta rum i nedre våningen och tre rum i den övre. En flygelbyggnad hade två rum för veneriska patienter. En långvarig sjukhusläkare var Gabriel Erik von Haartman, som inte som föregångarna behövde sköta provinsialläkarens uppgifter. Som sjukhusläkare verkade han åren 1793-1811. Från 1793 hade stadsläkaren Joseph Pippingsköld hand om den kirurgiska vården. Under tiden 1759-1811 vårdades (med luckor i rapporteringen) 4 268 patienter varav 1 181 (28 %) hade veneriska sjukdomar. 
År 1810 fick Pippingskiöld i uppdrag att utarbeta en plan för det autonoma storfurstendömets sjukvårdsväsen. Följande år grundades ett Collegium medicum
som skulle ha uppsyn över sjukvården i landet. År 1814 utfärdade kollegiet en stadga för landets sjukvård. I den bestämdes bland annat att kronan tog över vården av veneriska sjukdomar och en del av den allmänna vården. Därför inrättades i Åbo en venerisk avdelning kallad kurhuset med 40 platser i ett nytt hus på granntomten till lasarettet. Sjukhuset fick 16 friplatser som kallades kronoavdelningen. Alltjämt vårdades patienter på den privata avdelningen med kollekt- och donationsmedel. År 1835 moderniserades sjukhuset med järnsängar som gav en bättre hygien. År 1840 öppnades en särskild avdelning för mentalt sjuka i ett nybyggt stenhus mellan huvudbyggnaden och kurhuset. Under tiden 1811-1856 vårdades 7 903 patienter på lasarettavdelningen. Med tillägg för de obekanta åtta åren 1811-1823 blir summan 8 900-9 000 patienter. På den veneriska avdelningen vårdades 1820-1856 10 266 patienter.

### Slottsgatan 1856-1881

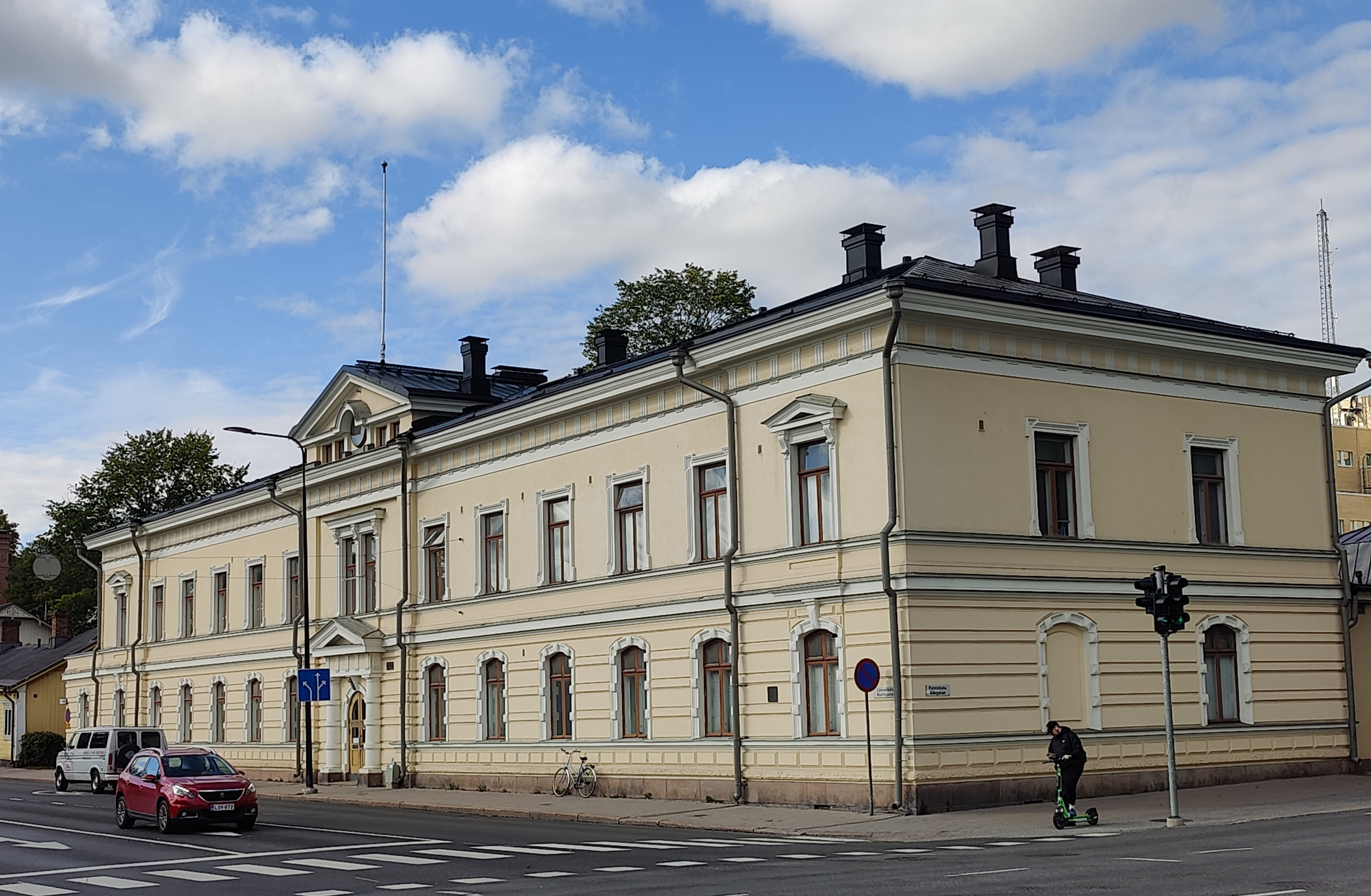
Stenkasernen

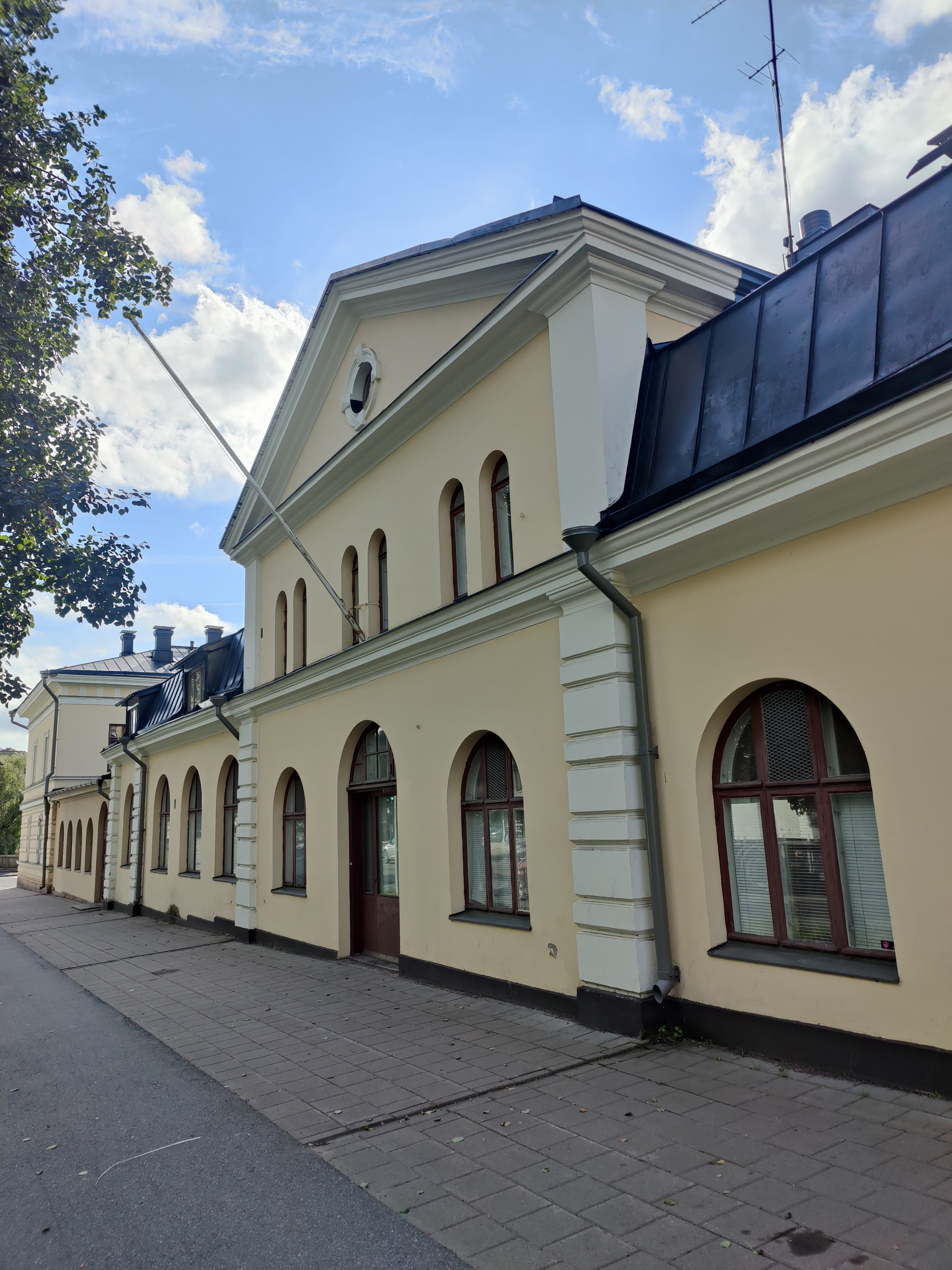
Stenkasernens flygel mot Allégatan

Akademiens kliniska institut, idag på Slottsgatan 39, var avsett som undervisningssjukhus. Det byggdes åren 1825-1827  och blev färdigt två veckor före Åbo brand. Akademien flyttades 1828 till Helsingfors och det kliniska institutets byggnad togs därför inte i bruk. I stället tjänade byggnaderna i närmare 30 år som kaserner och som militärsjukhus under Krimkriget. Därefter överlät kronan den s.k. stenkasernen till sjukhuset som redan år 1856 förde över en del patienter dit. Stenkasernen bestod av en tvåvåningsbyggnad mot Slottsgatan, en flygelbyggnad delvis i två våningar mot Allégatan och en flygelbyggnad i en våning inne på gården. År 1860 var sjukhusets platsfördelning följande: Lasarettavdelningen inklusive den tidigare privatavdelningen i stenkasernens nedre våning 39 platser, den extraordinarie veneriska avdelningen i stenkasernens övre våning 38 platser, kurhuset i sitt gamla trähus 40 platser och i de sinnessjukas gamla stenhus 4 platser. År 1866 inrättades en barnbördsavdelning med 2 platser. Under perioden på Slottsgatan 1857-1881 sköttes inalles 25 693 patienter varav 67 % på avdelningen för veneriska sjukdomar och på den extraordinarie veneriska avdelningen.

### Kinabacken 1881-1957
Eftersom byggnaderna på Slottsgatan var i dåligt skick köpte Åbo stad 1865 Kinabacken utanför Tavasttull, där sjukhuset ligger idag. År 1876 beviljade kronan medel för att bygga ett nytt hus på Kinabacken, där två av stadens apotekare hade haft en kvarn för malning av kinabark. Då bygget inleddes stod där enbart stadens spöpåle. Sjukhuset som ritades av överarkitekten Ludvig Isak Lindqvist skulle ha tre stenbyggnader för patientvård och en lägre ekonomibyggnad i sten. Byggnaderna stod klara inom år 1881. Av de tre stenbyggnaderna var den norra reserverad för lasarettavdelningen, den södra för hud- och könssjukdomar och den västra för sinnessjuka. Stenkasernen såldes 1886 till Åbo stad för att tjäna som tullkammare medan tomterna längre ned på Slottsgatan såldes åt privatpersoner. 
Under den första tiden på Kinabacken skedde de största förändringarna inom kirurgin. Man tog i bruk eteranestesi, lokalbedövning, antiseptiska metoder och sedan aseptik. År 1889 fick mentalvården byta namn från kuranstalt till upptagningsanstalt för sinnessjuka och fick en egen läkare. Barnbördsavdelningen lades ned 1890 eftersom staden hade öppnat ett eget barnbördshus. På barnbördsavdelningen hade under åren 1866-1890 fötts 935 barn. År 1893 inleddes en årlig 6 månaders utbildning av sjuksköterskor som 1917 förlängdes till ett år. En isoleringsavdelning för smittsamma sjukdomar inrättades år 1909 men lades ned 1945. År 1914 avfördes upptagningsanstalten för sinnessjuka från länssjukhuset och 1915 inrättades ett kortvarigt extraordinarie veneriskt sjukhus för kvinnor. Under de första ca 50 åren på Kinabacken ändrades relationen mellan avdelningarna så att år 1882 530 eller 46,6 % av patienterna behandlades på avdelningen för hud- och könssjukdomar medan 1929 motsvarande antal var 249 eller 9,1 %. Följaktligen skars avdelningens patientplatser det senare året ned med hälften. År 1930 byggdes en ny ekonomibyggnad på kullens norra sida medan den gamla byggdes om till sjuksköterskeskola och bostäder för lärare och elever. Sjuksköterskeutbildningen föll då bort ur länssjukhusets egen verksamhet. År 1932 lades avdelningen för sinnessjuka ned och dess utrymmen togs i bruk 1933 av den nya avdelningen för inre medicin.
En stor förändring innebar överenskommelsen 1935 mellan staten och Åbo stad med omkringliggande kommuner att bygga ett centralsjukhus. Byggnadsarbetena inleddes redan 1934 och slutfördes år 1937. Ritningarna gjordes vid Medicinalstyrelsen av arkitekt Uno Ullberg och färgsättningen uppgjordes av arkitekt Erik Bryggman. Då uppfördes mot Kinakvarngatan en huvudbyggnad (A) i åtta våningar med i öster en B-flygel i två våningar med operationssalar och röntgen samt i väster en C-flygel med bostäder för personalen. Till A-sjukhuset flyttade avdelningarna för inre medicin, kirurgi samt avdelningarna för ögon- och hörselsjukdomar. Med andra världskrigets utbrott 1939 förvandlades en del av länssjukhuset till militärsjukhus. De militära patienterna uppgick till inalles 22 641 eller 26,5 % av sjukhusets patienter. År 1943 bestämdes att Åbo universitet skulle inleda läkarutbildning och att länssjukhuset skulle fungera som undervisningssjukhus. Utanför detta stod ännu 48 patientplatser men de övergick till undervisningssjukhuset 1946 och 1953. Sjukhuset firade sitt 200-årsjubileum år 1956 men förvandlades följande år till universitetscentralsjukhus. År 1958 överläts länssjukhusets byggnader till den nya förvaltningen.

## Bilder

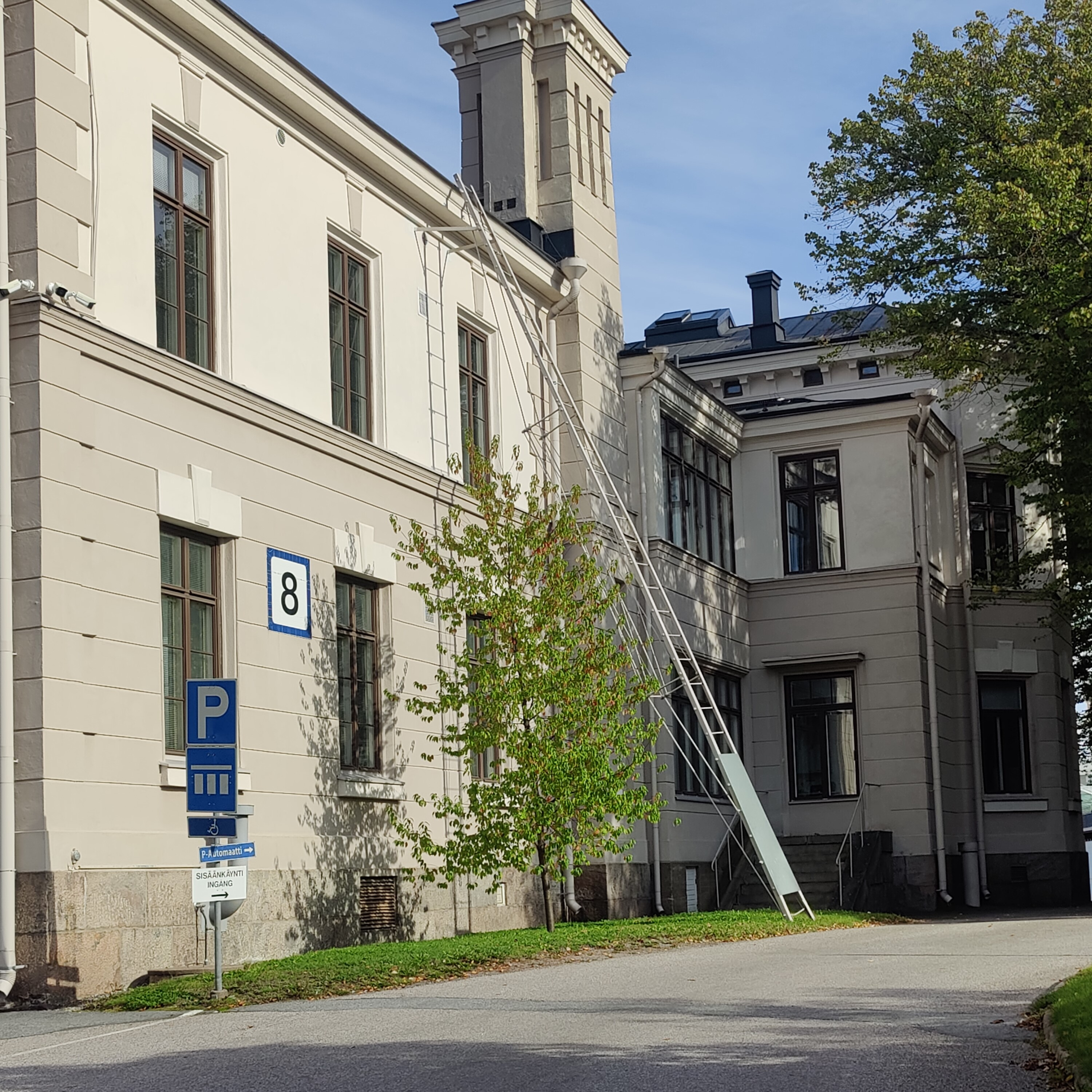
Lasarettavdelningen 1881
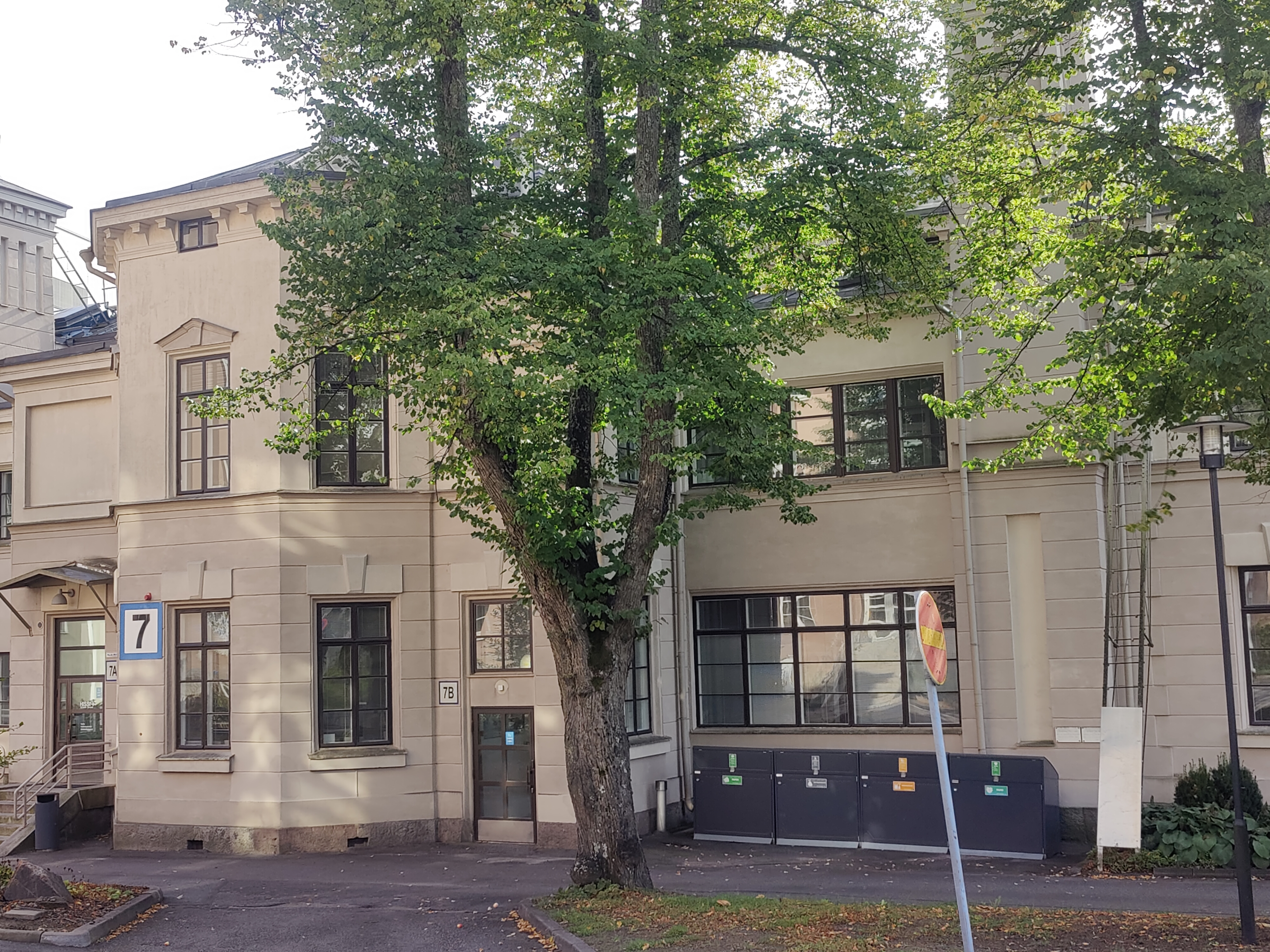
Avdelningen för hud- och könssjukdomar 1881
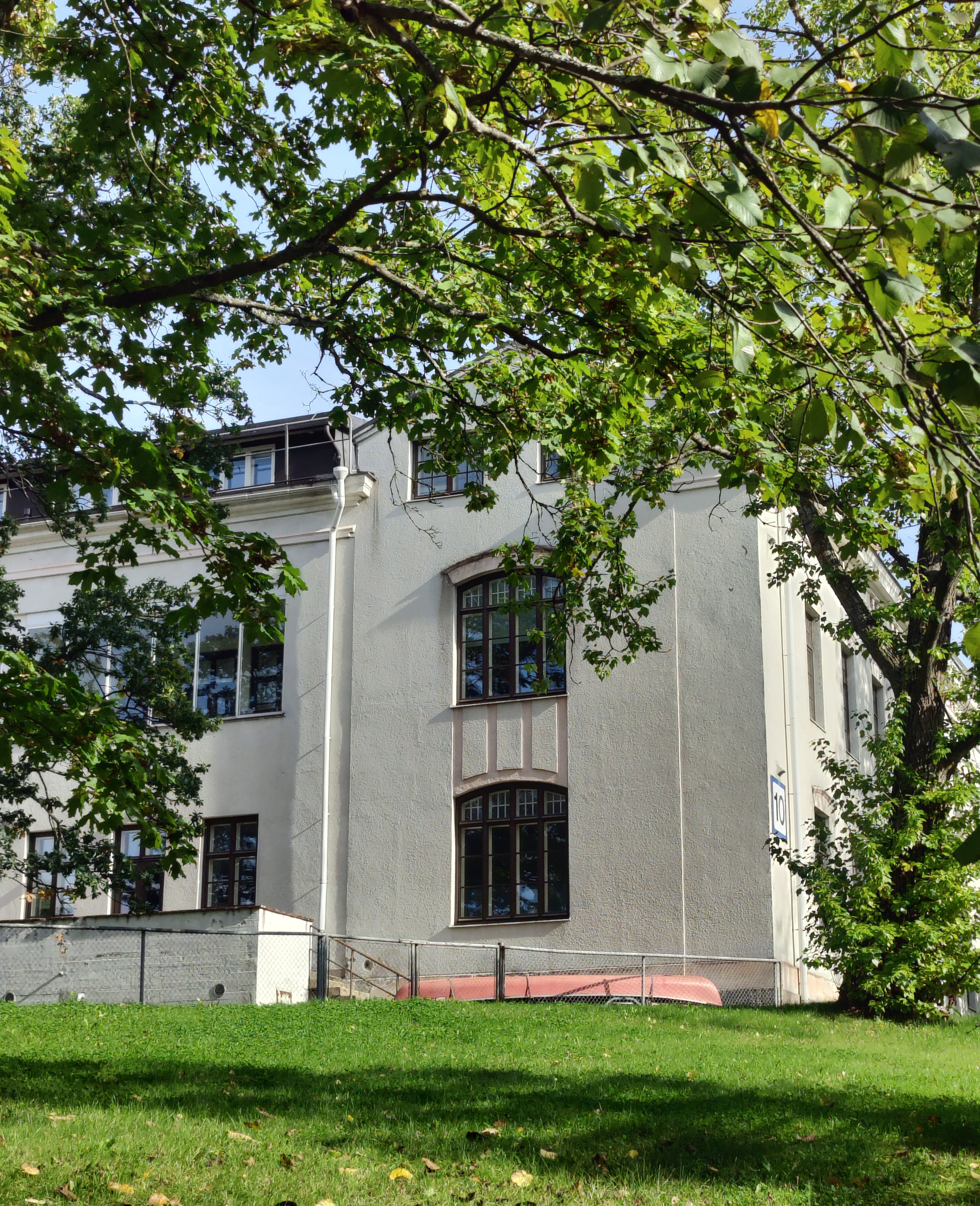
Avdelningen för sinnessjuka 1881
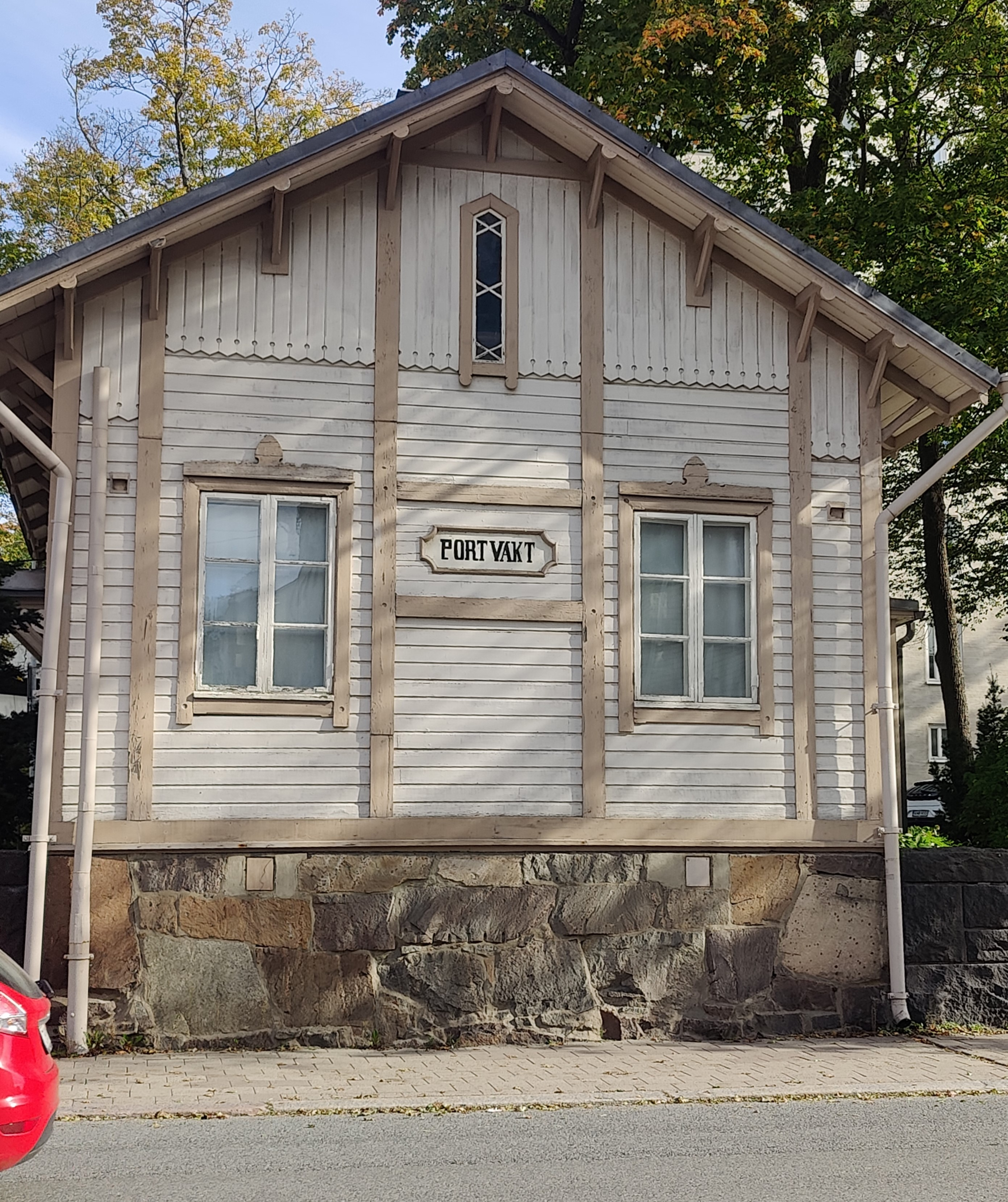
Portvaktens hus 1881
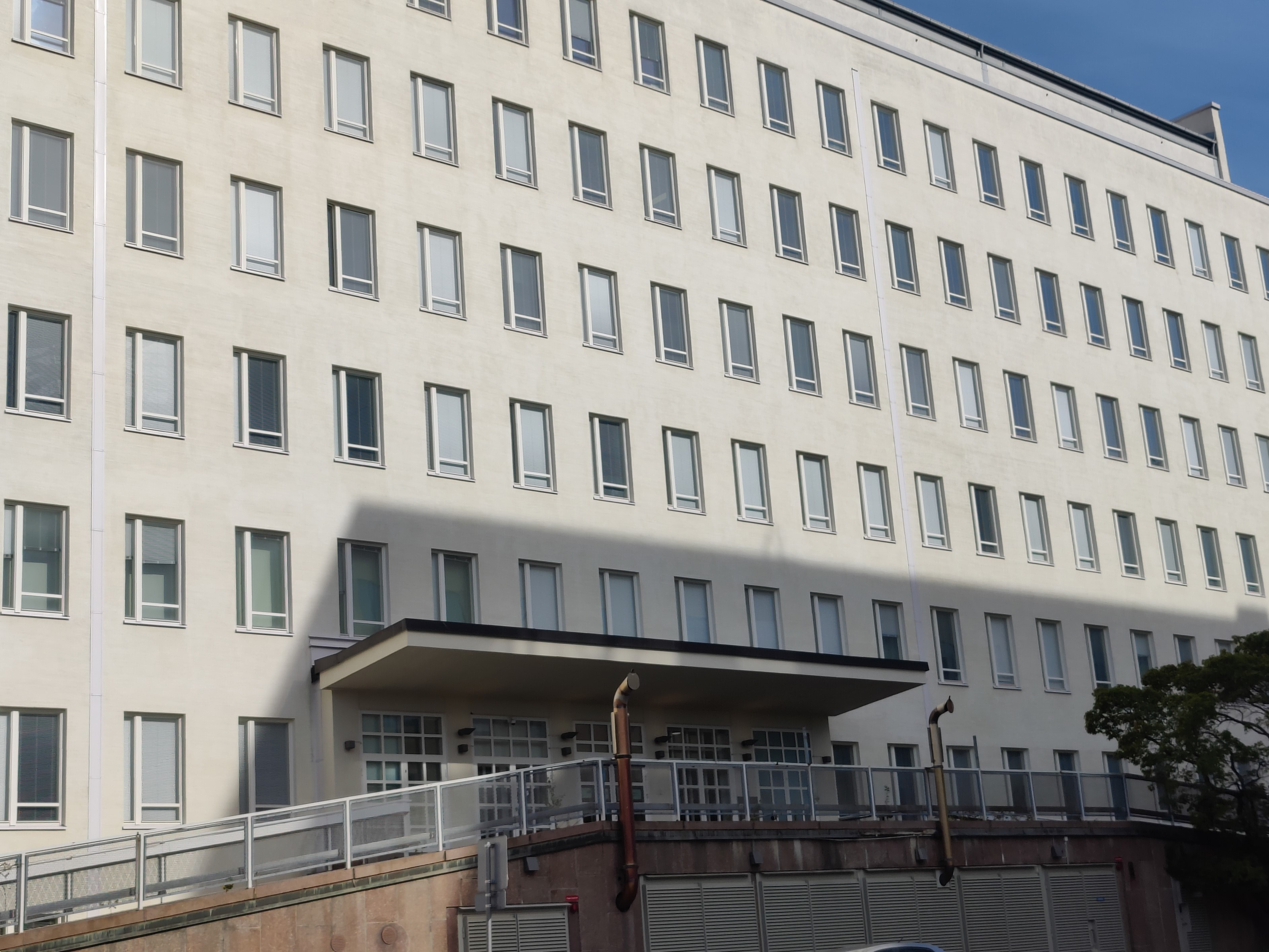
A-sjukhuset 1937